# سامان صمیمی

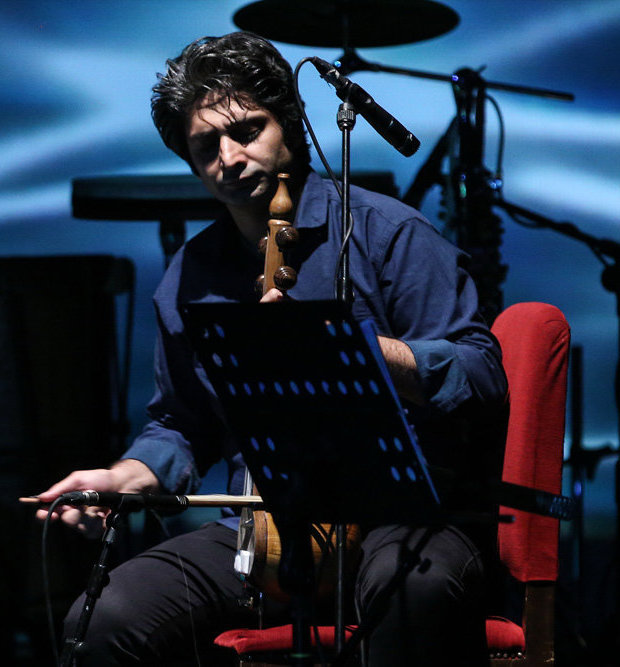

سامان صمیمی (زادهٔ 30 شهریور ۱۳۵۶ در تهران) آهنگساز، نوازندهٔ کمانچه و ویلن و موسیقی‌دان ایرانی است.
او دانش‌آموختۀ کارشناسی‌ارشد در رشتهٔ نوازندگی ویولن از دانشگاه هنر تهران است.
استادان او در موسیقی ابراهیم لطفی، ستاره بهشتی، روبن کاسمین، هادی منتظری و اردشیر کامکار بوده‌اند. صمیمی در سی و سومین دورهٔ جشنوارهٔ موسیقی فجر نامزد جایزه باربد _ بهترین موسیقی تلفیقی بی‌کلام _(برای آلبوم خیالفام) و هم‌چنین بهترین آهنگسازی موسیقی معاصر باکلام (برای آلبوم فروغ) بود. او هم‌چنین یکی از نوازندگان ایرانی در شصتمین دوسالانه ونیز بود.
سامان صمیمی تا به حال با هنرمندان مختلفی چون محمدرضا شجریان، همایون شجریان، علیرضا قربانی و محمد معتمدی به روی صحنه رفته‌ است.

## آلبوم‌ها
- فروغ به خوانندگی علیرضا قربانی [۴]
- سودایی به خوانندگی علیرضا قربانی(منتشر شده در فرانسه)[۵]
- خیالفام[۶][۷]
- کنسرتو کمانچه به آهنگسازی مهدی خیامی[۸]

## جوایز و افتخارات
- جایزه قطعه برگزیده موسیقی معاصر و سنتی ایرانی پنجمین جشن سالانه موسیقی ما برای «چهارراه استانبول»[۹]
- نامزد دریافت جایزه باربد موسیقی تلفیقی بی کلام سی و سومین جشنواره موسیقی فجر برای آلبوم «خیالفام»[۱۰]
- نامزد دریافت جایزه باربد موسیقی معاصر با کلام سی و سومین جشنواره موسیقی فجر برای آلبوم «فروغ»[۱۰]